# 서경조 (목회자)
서경조(徐景祚, 1852년 12월 14일 ~ 1938년 7월 27일)은 구한 말의 목회자, 기독교운동가이자, 초기 한국 장로교회 목사의 한 사람이다. 본관은 대구, 독립운동가 서병호의 생부이고, 의사 서광호의 양아버지이며, 독립운동가 서재현의 할아버지이다.
황해도 장연군 솔내 마을에 황해도 최초의 장로교회인 소래교회를 건립하고 한국 최초의 장로가 되어 해서지방의 교회 개척, 건립과 장로교 전도 활동을 하였다. 뒤에 목사가 되어 새문안교회 등에서 일했으며 이후 독립운동을 하는 아들 서병호를 따라 상하이로 망명하였다. 본명은 서상우(徐相佑)였는데, 자인 경조를 이름으로 쓰게 되어 서경조라 하였다.

## 생애

### 초기 활동

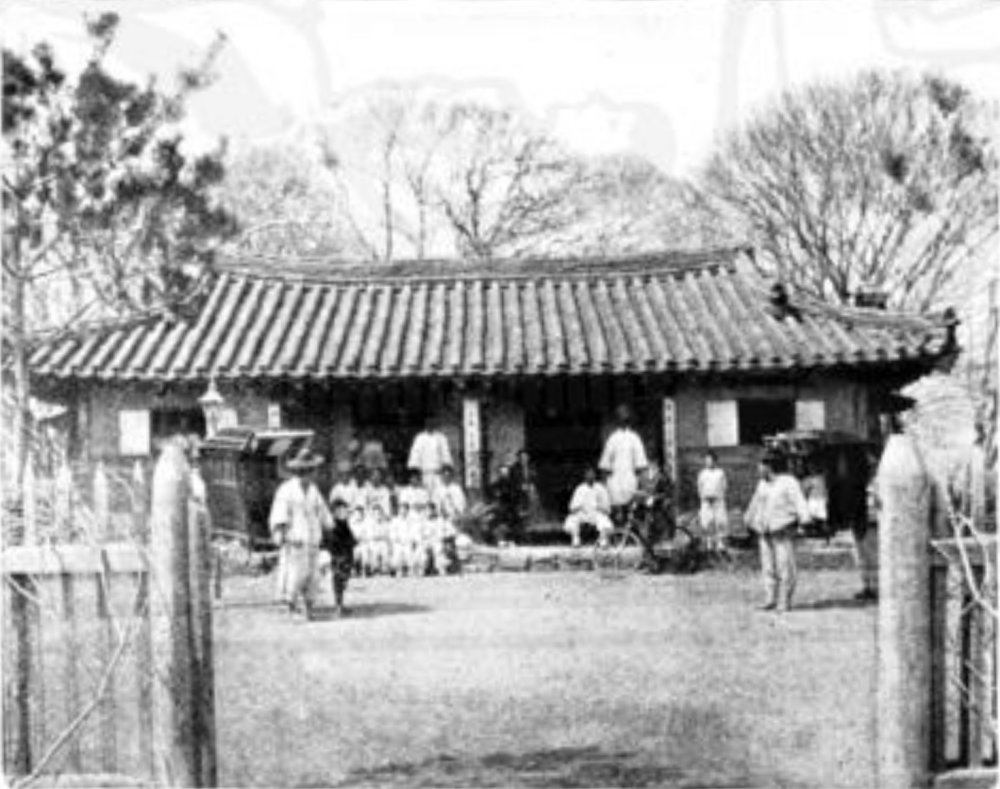
소래교회의 1895년의 모습.

1852년 12월 14일 평안북도 의주군에서 서석순의 아들로 출생하였다. 본명은 상우(相佑), 자(字)는 경조인데 후일 경조라는 이름을 계속 쓰게 되어 나중에는 경조로 개명하였다. 그는 한국장로교회 초기 목사 가운데 한 사람이다. 일찍 부모를 여의고 할머니 슬하에서 성장하였으며 독학으로 한학을 공부하였다. 형 서상륜을 따라 장사에 종사하다가 1878년 처음으로 기독교 선교사를 만나 장로교를 접하고 교인이 되었다. 1884년 황해도 장연의 솔내(松川)로 가, 형 서상륜(徐相崙)과 함께 황해도 최초의 장로교회인 소래교회를 건립하였다.

### 신앙 활동
1887년(고종 24)에는 황해도 전역을 순방하던 미국인 선교사 호러스 그랜트 언더우드가 장연 솔내에 와서 서상륜, 서경조, 정공빈 등 100여 명의 신자에게 한국 최초로 세례를 하였다. 이후 아들 서병호는 유아 세례를 받아, 한국 최초의 유아세례자 중의 한 사람이 되었다.
1898년 6월 교회 전도와 교회 설립 등에 대한 제한이 풀리자 서경조와 서상륜은 옹진군 백령면 연화리의 한학서당에 중화동교회(中和洞敎會)를 개설하여 설립 예배를 인도하였고, 1899년 소래교회에서 건축자재를 구하여 40평의 예배당을 건축하였다.
1900년(광무 3년) 소래교회 장로가 되어 해서지방의 교회 설립을 위해 노력하였으며, 소래교회에서 각지역 목사와 장로의 회합을 조직하였다. 이후 1901년(광무 4년) 5월 15일 평양 장로회신학교에 입학하여 1907년(융희 1년) 6월 평양 장로회신학교를 제1회로 졸업하였다.

### 목사 활동
1907년 6월 조선예수교장로회 독로회(獨老會)에서 신학교 졸업생들을 목사로 안수할 때 길선주(吉善宙), 이기풍(李基豊) 등 다른 한국인 6명과 함께 목사가 되었다. 안수자 7명 중 연장자로 축도를 하였다. 이후 그는 조선예수교장로회 독로회를 이끄는 목사의 한 사람이 되었다.
황해도의 전도목사로 파견되어 임지인 황해도 장연, 옹진 등에서 2년간 미국인 선교사 C. E. 샤프 등과 함께 전도목사로 활동하였다. 1910년(융희 4년) 호러스 그랜트 언더우드가 세운 새문안교회에 초빙되어 그해 5월 29일부터 새문안교회 협동목사로도 시무하였다. 이후 경기도 고양군, 시흥군, 파주군 등 경기도 일원에서 순회 목사로 전도활동과 강연 활동을 다녔다.
1913년 새문안교회 협동목사를 사임하고 목사직에서 은퇴한 뒤 고향 장연군의 솔내로 내려갔다. 1916년 경성부 안국교회에 목사로 초빙되어 잠시 안국교회의 담임목사가 되었으나 곧 사퇴하였다. 1926년 이후 중국 상하이로 망명하여 독립운동에 투신한 둘째아들 서병호와 함께 남은 삶을 보냈다. 1938년 7월 27일 중국 상하이에서 사망하였다. 사후 상하이 외국인 묘지에 안장되었으나 상하이 지역 개발로 묘소는 실전되었다.

## 가족 관계
- 아버지 : 서석순(徐奭淳)
  - 형 : 서상륜(1848년 7월 19일 ~ 1926년 1월)
    - 조카딸 : 서윤애
    - 아들 : 서병호(徐丙浩, 1885년 7월 7일 ~ 1972년 6월 7일)
      - 손자 : 서재현
- 부인 : ?
  - 아들 : 서광호(徐光昊)
  - 아들 : 서병호 - 형 서상륜의 양자가 되었다.

## 같이 보기
- 서상륜
- 서병호
- 서광호
- 서재현